# مایکل سی. فاکس
مایکل سی. فاکس (انگلیسی: Michael C. Fox؛ زادهٔ ۵ ژانویهٔ ۱۹۸۹) بازیگر و موسیقی‌دان اهل بریتانیا است. وی از سال ۲۰۱۳ میلادی تاکنون مشغول فعالیت بوده‌است.
از فیلم‌ها و مجموعه‌های تلویزیونی که وی در آنها نقش داشته‌است، می‌توان به دهان بزرگ کوچک، دانتون ابی و دانکرک اشاره کرد.